# Copidosoma anceus
Copidosoma anceus är en stekelart som först beskrevs av Walker 1837.  Copidosoma anceus ingår i släktet Copidosoma och familjen sköldlussteklar. Inga underarter finns listade i Catalogue of Life.